# Siporex

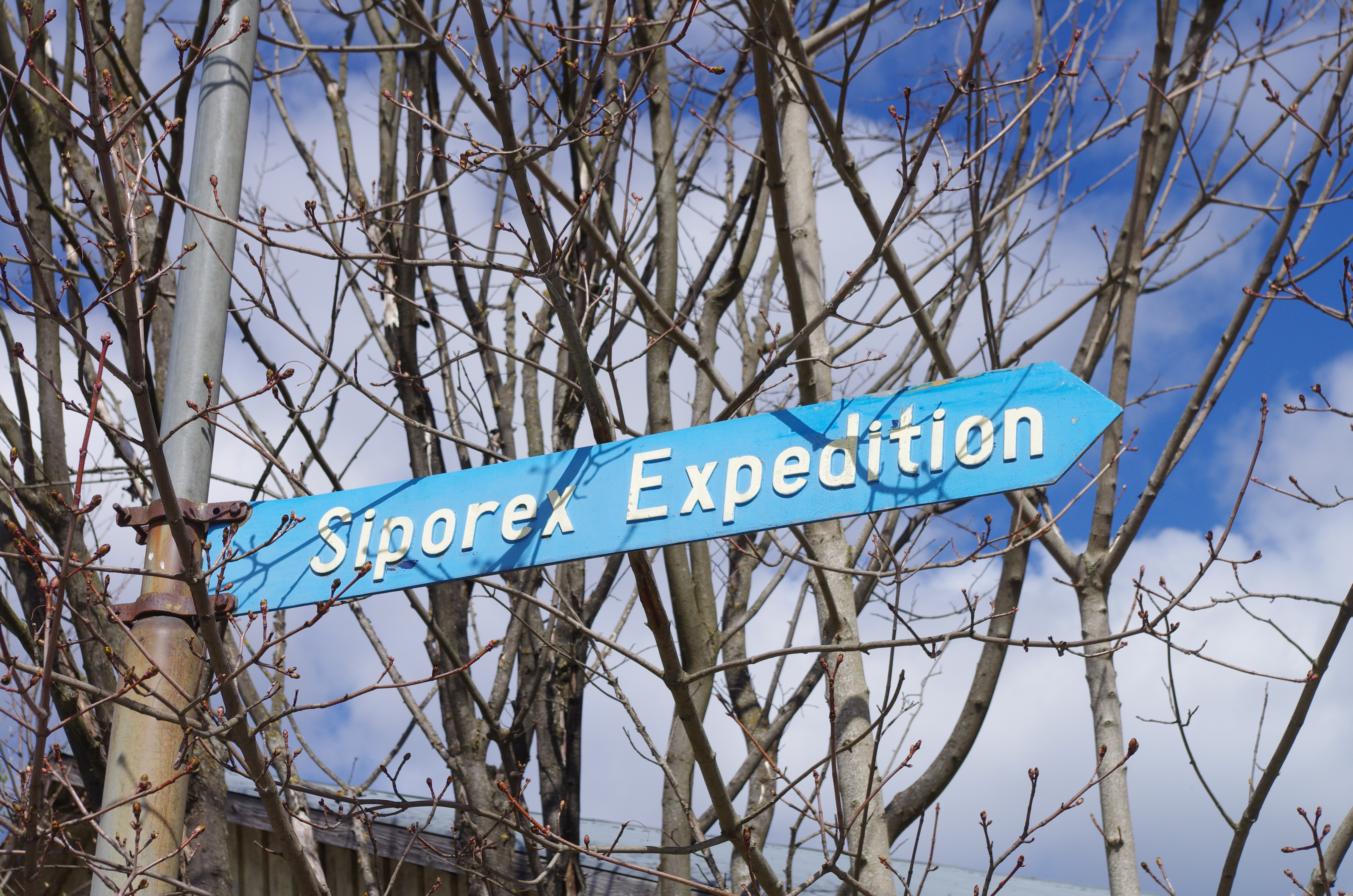
Siporex lokala expedition i Södertälje (nedlagd 1975)

Siporex AB var ett svenskt företag i Dalby, Lunds kommun, som tillverkade lättbetong. Företaget är numera nedlagt. Även den tillverkade produkten, som baserades på cement, aluminumpulver, finmald sand och tillsats av kalk som bindemedel, kallades Siporex. Vätgas utvecklas som gör att Siporexen jäser upp till dubbla volymen. Därefter ånghärdas Siporex i 15 timmar vid 180oC. Siporex började tillverkas i Sverige år 1934. Siporex togs fram i början av 1930-talet vid Cement- och Betonglaboratoriet i Limhamn av en forskargrupp under civilingenjör Ivar Eklund och professor Lennart Forsén. Siporex har även tillverkats i Södertälje, Skelleftehamn, Gävle, Göteborg och på Gotland.
Sedan produktionen lagts ner omvandlades det tidigare fabriksområdet 2002 till en företagsby som förvaltas av Siporex Fastigheter AB.